# Тиран західний
Тиран західний (Tyrannus verticalis) — вид горобцеподібних птахів родини тиранових (Tyrannidae). Мешкає в Північній Америці.

## Опис

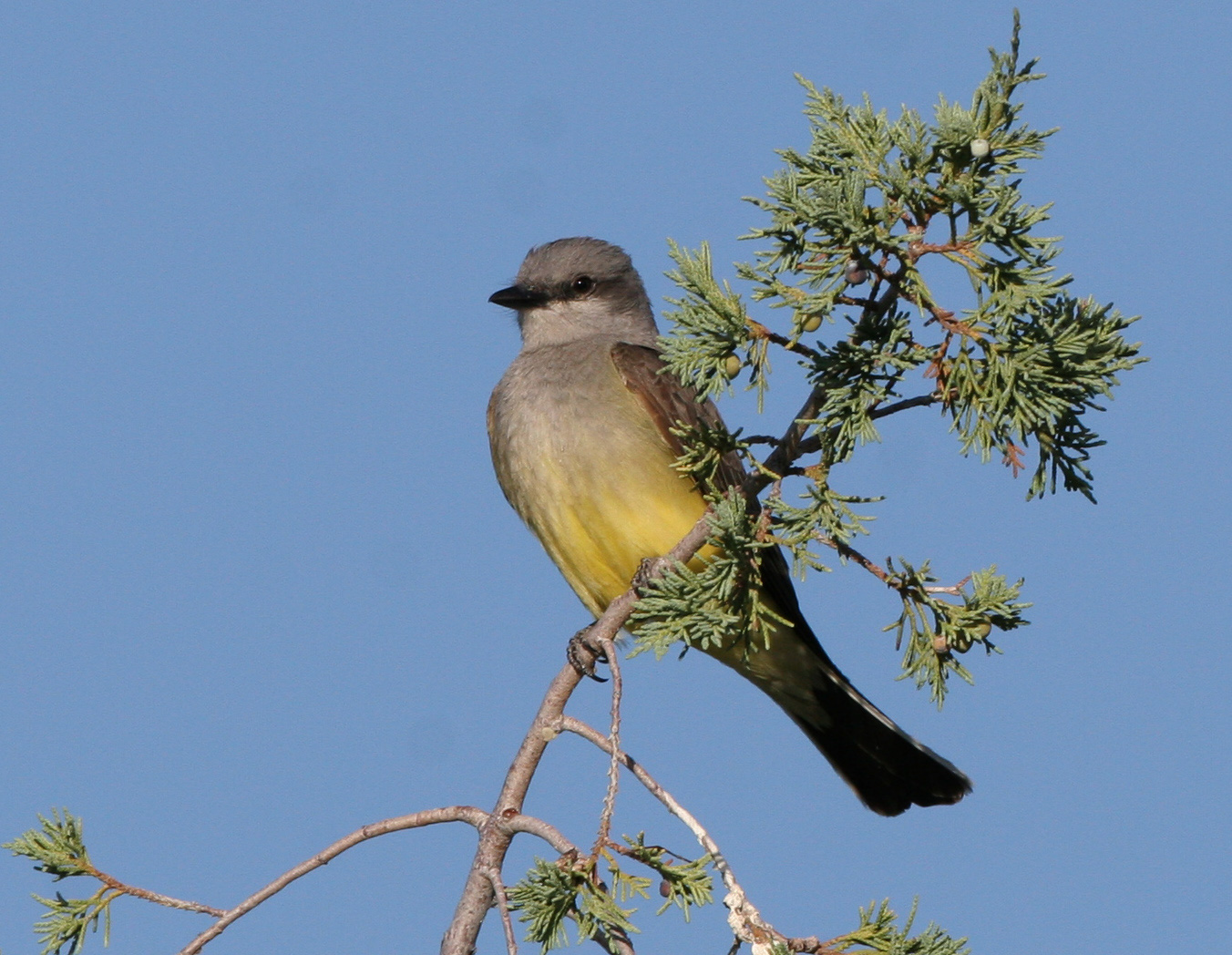
Західний тиран

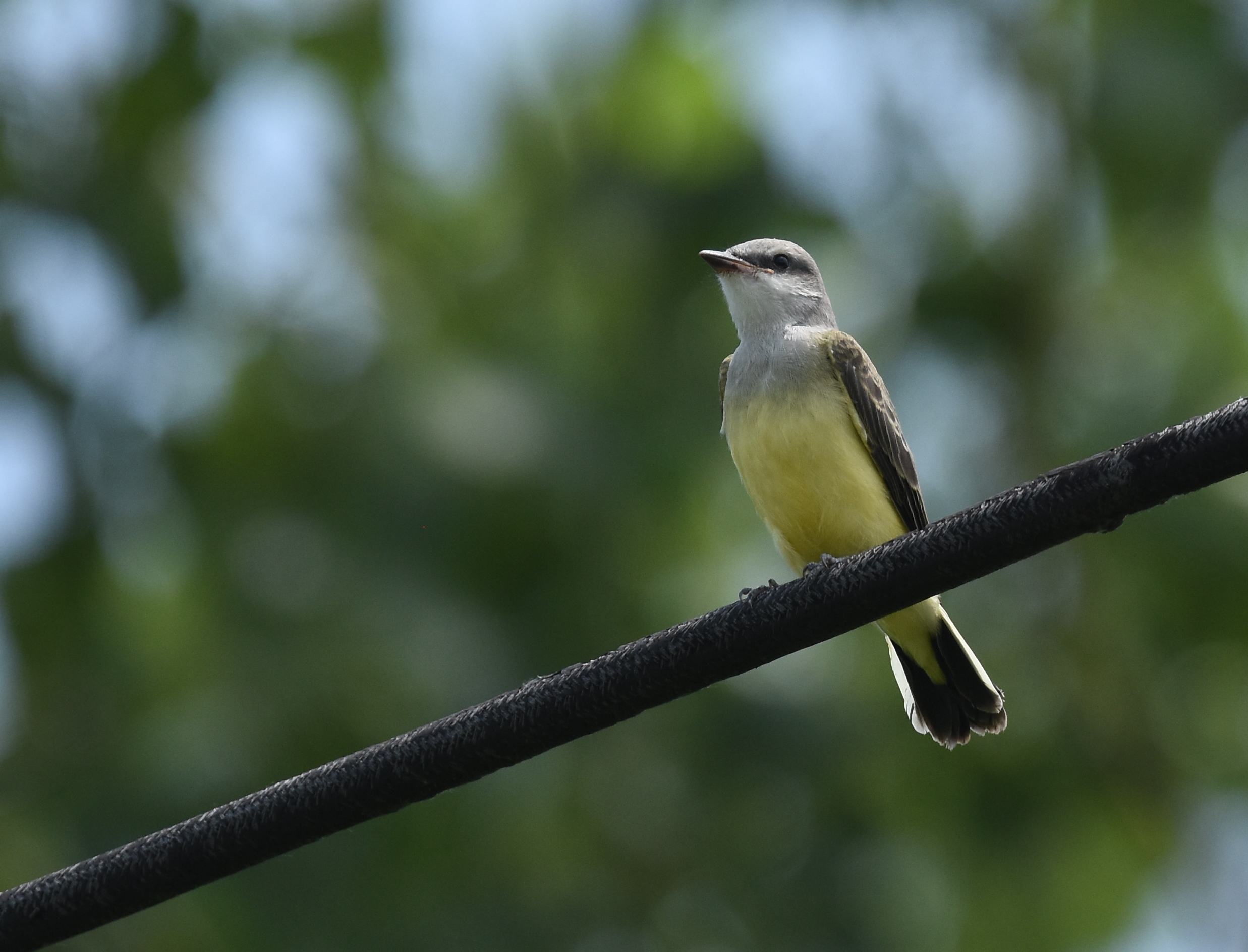
Західний тиран

Довжина птаха становить 20-24 см, розмах крил 39 см, вага 40 г. Довжина крила становить 12,5-13,3 см. довжина хвоста 8,8-9,6 см, довжина дзьоба 20,5–22,5 мм, довжина цівки 18,5–19,5 мм. Голова сіра, під очима ідуть широкі темні смуги, на потилиці малопомітна оранжева смуга, прихована оточуючим оперенням. Верхня частина тіла сірувато-зелена, горло і груди світло-сірі, решта нижньої частини тіла жовта. Крила бурувато-чорні зі світлими краями. Хвіст довгий, чорний, крайні стернові пера білі. Дзьоб і лапи сірі. У молодих птахів нижня частина тіла менш яскрава.

## Поширення і екологія
Західні тирани гніздяться на південному заході Канади (південь Британської Колумбії, Альберти, Саскачевану і Манітоби), на заході і в центрі Сполучених Штатів Америки (на схід до західних Міннесоти, Айови, Міссурі, східних Оклахоми і Техасу) та на півночі Мексики (Чіуауа, Сонора, Баха-Каліфорнія). На узбережжі Тихого океану і в Каскадних горах західні тирани поширені спорадично. Взимку вони мігрують до південно-західної Мексики, на захід Центральної Америки (на південь до західної Коста-Рики) та до південної Флориди. 13 жовтня 2018 року бродячого західного тирана спостерігали на острові Флореш (Азорські острови). Осіння міграція починається у кінці серпні-на початку вересня і триває до листопада. В Гондурасі повертатися на північ західні тирани починають вже напркінці січня-на початку лютого, відліт триває до квітня. В Мексиці відліт на північ починається в квітні, проліт спостерігається до травня. До місць гніздування в Мінесоті птахи прибувають з квітня до середини травня, рідко до початку червня.
Західні тирани живуть на відкритих місцевостях, місцями порослих чагарниками і деревами, зокрема у преріях, чагарникових напівпустелях, на пустищах, луках і полях. Зустрічаються поодинці, парами або невеликими сімейними зграйками, на висоті до 2300 м над рівнем моря.

## Поведінка
Західні тирани живляться комахами та іншими безхребетними, на яких вони чатують, сидячи на високо розташованій гілці, або яких ловлять в польоті. Іноді вони доповнюють свій раціон ягодами. Гніздо має чашоподібну форму, розміщується на дереві, в чагарниках, іноді на вершині стовпа. В кладці від 3 до 5 білих, кремових або рожевуватих яєць, поцяткованих темними плямками. Інкубаційний період триває 12-14 днів. Західні тирани є дуже територіальними птахами і агресивно захищають свою територію, навіть від птахів, більших за них самих.

## Збереження
МСОП класифікує цей вид як такий, що не потребує особливих заходів зі збереження. За оцінками дослідників, популяція західних тиранів становить приблизно 22 мільйони птахів.